# ميغيل أنخيل بينيا سانشيز
ميغيل أنخيل بينيا سانشيز (بالإسبانية: Miguel Ángel Peña Sánchez)‏ هو سياسي مكسيكي، ولد في 30 مارس 1953 في ولاية هيدالغو في المكسيك. حزبياً، نشط في حزب الثورة الديمقراطية. وقد انتخب عضو مجلس النواب المكسيك.